# نيو وودفيل (أوكلاهوما)
نيو وودفيل (بالإنجليزية: New Woodville, Oklahoma)‏ هي معلم جغرافي تقع في الولايات المتحدة في مقاطعة مارشال، أوكلاهوما. يقدر عدد سكانها بـ 69 نسمة ومساحتها 0.3 كم2 و وترتفع عن سطح البحر 228 متر.